# Klammer (Zahnmedizin)
Klammern sind ein aus federnden Metalldrähten oder Metallbändern bestehender Konstruktionsteil von zahnmedizinischen Teilprothesen und dienen als Verankerungselement am Zahn. Sie bilden die Verbindung zwischen Zahn (oder Implantat) und Zahnprothese. Klammern sind nur eine von vielen möglichen Verankerungsformen von herausnehmbaren Zahnersatz. Sie gehören zu den ältesten in der Zahnmedizin verwendeten Verankerungselementen.
Die anatomische Wölbung der Zahnkrone bietet die Voraussetzung für die Haltewirkung durch Halteklammern. Ein Teil einer Halteklammer umgreift im eingesetzten Zustand einen unter sich gehenden Teil des Zahns und sorgt so für einen festen Sitz der Zahnprothese.

## Aufbau
Klammern haben im Allgemeinen fünf typische Elemente.
- „Klammerschwanz“, zur Fixierung der Klammer an der Prothesenbasis
- „Klammerschulter“, Übergang zwischen Klammerschwanz und Klammeroberarm
- „Klammeroberarm“, starrer Teil oberhalb des prothetischen Äquators zur Verhinderung von Lateralbewegungen
- „Klammerunterarm“, den Klammerhalt bewirkender flexibler Teil, der in der Infrawölbung des Zahns verläuft
- „Klammerauflage“, bei abstützenden Klammern

## Einteilung
Entsprechend ihrer Funktion gibt es zwei Überkategorien, in die die Klammerarten eingeteilt werden.

### Halteklammern
- Einarmklammer
- Zahnhalsklammer
- Doppelklammer

### Halte-Stützklammern (Auflageklammern)
Gebogene Auflageklammern (Auswahl):
- Dreiarmklammer (Doppelarmklammer mit Auflage)
- G-Klammer
- Jackson-Klammer
- Kugelkopfklammer

Gegossene Auflageklammern (nach Ney):
- Klammer Nr. I
- Bonwill-Klammer (Modifikation der Klammer Nr. I)
- Klammer Nr. II
- Klammer Nr. I/II
- Einarmklammer (Backaction-Klammer)
- Ringklammer

Sonstige:
- Prummel-Klammer